# Konrad Elmshäuser

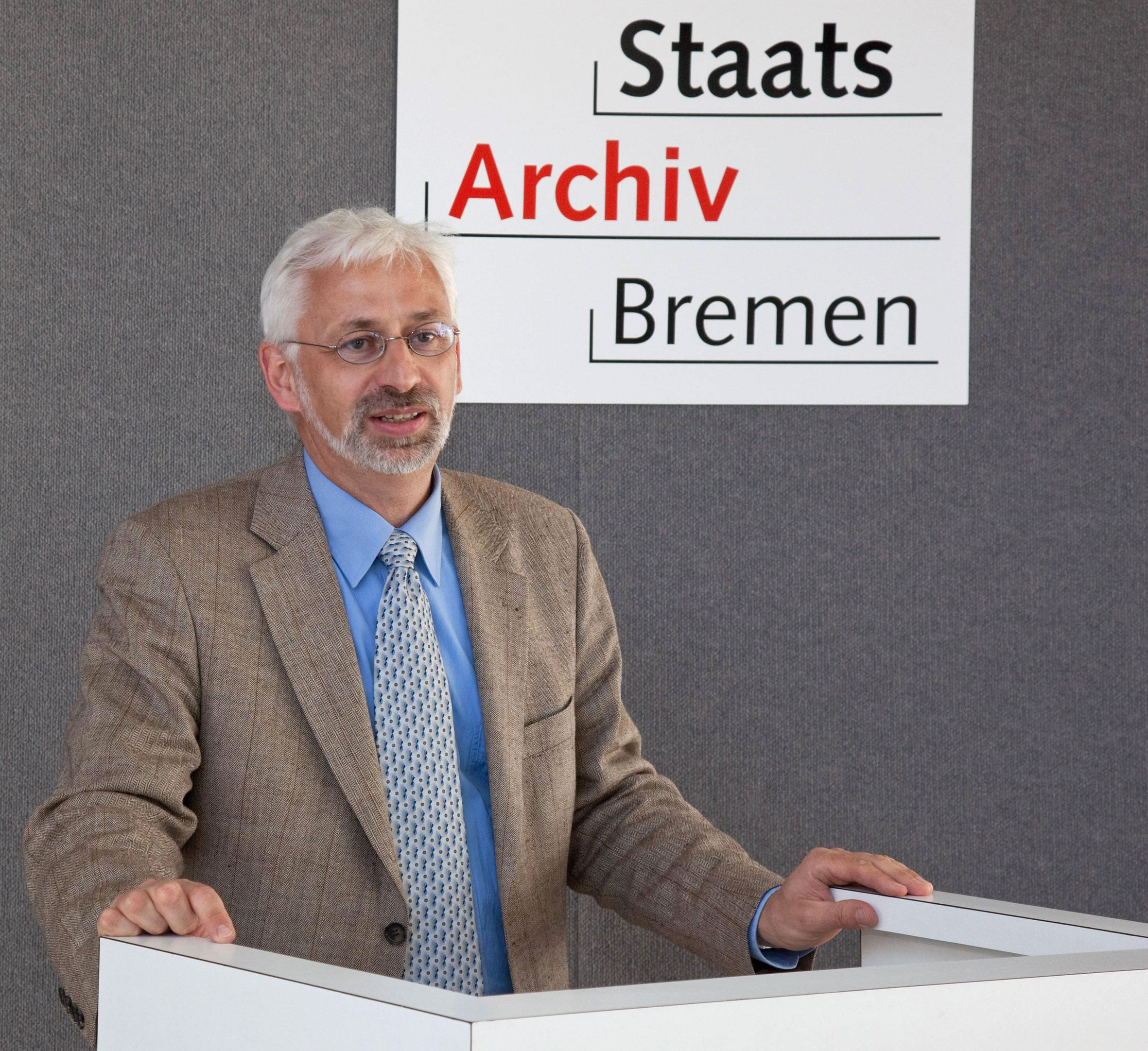
Konrad Elmshäuser (2005)

Konrad Elmshäuser (* 7. Oktober 1959 in Marburg) ist ein deutscher Historiker und Archivar und Leiter des Staatsarchivs Bremen.

## Leben
Elmshäuser besuchte das Oberstufengymnasium am Moltkering in Wiesbaden und machte dort im Jahr 1978 das Abitur. Nach dem Zivildienst studierte er von 1980 bis 1986 Geschichte und Deutsch an der Universität Bremen. Nach einem Promotionsstipendium der Fritz-Thyssen-Stiftung und einem Aufenthalt am Deutschen Historischen Institut Paris 1986–87 promovierte er 1989 über „Studien zum Polyptychon von Saint Germain-des-Prés“ (als Buch erschienen Köln, Wien 1993).
Elmshäuser war als Lehrbeauftragter und wissenschaftlicher Mitarbeiter an der Universität Bremen tätig. Von 1991 bis 1993 absolvierte er ein Archivreferendariat an der Archivschule Marburg und im Bundesarchiv in Koblenz, anschließend arbeitete er im niedersächsischen Staatsarchiv Stade. Seit 1995 war er im Staatsarchiv Bremen beschäftigt, ebendort erfolgte im Jahr 2003 seine Ernennung zum leitenden Archivdirektor.
Nach einer Tätigkeit als Lehrbeauftragter erfolgte im Jahr 2009 die Ernennung Elmshäusers zum Honorarprofessor für Geschichte an der Universität Bremen mit den Arbeitsschwerpunkten bremische Landesgeschichte, mittelalterliche Quellenkunde und historische Hilfswissenschaften. Elmshäuser ist unter anderem Vorsitzender (stv. Vorsitzender 2009–2024) des deutschen Nominierungskomitees für das Weltdokumentenerbeprogramm Memory of the World (MoW) der UNESCO, Vorsitzer der Historischen Gesellschaft Bremen, Mitglied der Historischen Kommission für Niedersachsen und Bremen und Stiftervertreter des Landes Bremen im Ausschuss der HiKo. Zudem ist er Mitglied im Vorstand des Gesamtvereins der deutschen Geschichts- und Altertumsvereine.
Elmshäuser ist verheiratet, er hat zwei Söhne.

## Publikationen (Auswahl)

### Buchveröffentlichungen
- mit Andreas Hedwig: Studien zum Polyptychon von Saint-Germain-des-Prés. Böhlau, Köln u. a. 1993, ISBN 3-412-11692-0 (Zugleich:  Universität, Bremen, Dissertation, 1989).
- Geschichte Bremens (= Beck’sche Reihe. 2605). Beck, München 2007, ISBN 978-3-406-55533-6.
- mit Dieter Hägermann, Ulrich Weidinger: Bremische Kirchengeschichte im Mittelalter (= Bremische Kirchengeschichte. 1). Hauschild, Bremen 2012, ISBN 978-3-89757-170-9.
- Bremen – Ein Bundesland mit Geschichte. In: Lothar Probst, Matthias Güldner, Andreas Klee (Hg): Politik und Regieren in Bremen. Springer VS, Bremen 2022, ISBN 978-3-658-34573-0.

### Herausgeberschaften
- Herausgeber und Redakteur des Bremischen Jahrbuchs. ISSN 0341-9622, (seit 1995)
- Mitherausgeber der Beiträge zur Sozialgeschichte Bremens. ISSN 0175-6303.
- mit Hans-Christoph Hoffmann, Joachim Manske: Das Rathaus und der Roland auf dem Marktplatz in Bremen. Edition Temmen, Bremen 2002, ISBN 3-86108-682-4 (Zugleich Welterbeantrag der Freien Hansestadt Bremen für die deutsche UNESCO-Kommission).
- mit Jan Lokers: „Man muß hier nur hart sein“. Kriegsbriefe und Bilder einer Familie (1934–1945). Edition Temmen, Bremen 1999, ISBN 3-86108-734-0.
- Häfen Schiffe Wasserwege. Zur Schiffahrt des Mittelalters (= Schriften des Deutschen Schiffahrtsmuseums. 58). Convent, Hamburg 2002, ISBN 3-934613-37-3.
- mit Adolf E. Hofmeister: 700 Jahre Bremer Recht. 1303–2003 (= Veröffentlichungen aus dem Staatsarchiv der Freien Hansestadt Bremen. 66). Selbstverlag des Staatsarchivs Bremen, Bremen 2003, ISBN 3-925729-34-8.
- mit Hans Kloft: Der Stadtstaat – Bremen als Paradigma. Geschichte – Gegenwart – Perspektiven (= Jahrbuch der Wittheit zu Bremen. 2005). Hauschild, Bremen 2005, ISBN 3-89757-105-6.
- mit Gotthilf Hempel: Das Rathaus und seine Nachbarn. Band 2: Aus Bremens reicher Geschichte. Kirchen, Museen und Gerichte. Hauschild, Bremen 2006, ISBN 3-89757-353-9.

### Aufsätze
- Untersuchungen zum Staffelseer Urbar. In: Werner Rösener (Hrsg.): Strukturen der Grundherrschaft im frühen Mittelalter (= Veröffentlichungen des Max-Planck-Instituts für Geschichte. 92). Vandenhoeck & Ruprecht, Göttingen 1989, ISBN 3-525-35628-5, S. 335–369.
- Der werdende Territorialstaat der Erzbischöfe von Bremen (1236–1511). I: Die Erzbischöfe als Landesherren. In: Hans-Eckhard Dannenberg, Heinz-Joachim Schulze (Hrsg.): Geschichte des Landes zwischen Elbe und Weser. Band 2: Mittelalter (= Schriftenreihe des Landschaftsverbandes Stade. 8). Landschaftsverband der ehemaligen Herzogtümer Bremen und Verden, Stade 1995, ISBN 3-9801919-8-2, S. 159–194.
- „Ein rostender Schatz“. Die Restitution der St. Galler Traditionsurkunden. In: Adolf E. Hofmeister (Hrsg.): Beiträge zur Bremischen Geschichte. Festschrift für Hartmut Müller (= Veröffentlichungen aus dem Staatsarchiv der Freien Hansestadt Bremen. 62). Selbstverlag des Staatsarchivs Bremen, Bremen 1998, ISBN 3-925729-26-7, S. 13–50.
- Die Hollandreise des Deichkondukteurs Ernst August Meier 1772. Deich und Wasserbau im Elbe-Weser-Dreieck und das Vorbild der Niederlande. In: Horst Lademacher (Hrsg.): Onder den Oranje boom. Dynastie in der Republik. Das Haus Oranien-Nassau als Vermittler niederländischer Kultur in deutschen Territorien im 17. und 18. Jahrhundert. Textband. Hirmer, München 1999, ISBN 3-7774-8070-3, S. 411–125.
- „Das Vaterland entrichte seine Schuld“ – Bremer Feiern zum Gedächtnis der Völkerschlacht bei Leipzig. In: Hans Kloft, Martina Rudloff (Hrsg.): Feste und Bräuche in Bremen. Beiträge zur Kultur- und Sozialgeschichte der Hansestadt. Festschrift zum hundertsten Geburtstag des Focke-Museums (= Jahrbuch der Wittheit zu Bremen. 1999/2000). Hauschild, Bremen 2000, ISBN 3-89757-042-4, S. 85–107.
- Die Kirche zu Rablinghausen – Gemeindegründung und Kirchenbau im Bremer Niedervieland. In: Bremisches Jahrbuch. Band 79, 2000, S. 29–72 (Digitalisat).
- Immunitätsverleihung, Königtum und Landesherrschaft im Erzbistum Bremen. In: Bernd Kappelhoff, Thomas Vogtherr (Hrsg.): Immunität und Landesherrschaft. Beiträge zur Geschichte des Bistums Verden (= Schriftenreihe des Landschaftsverbandes der ehemaligen Herzogtümer Bremen und Verden. 14). Landschaftsverband der ehemaligen Herzogtümer Bremen und Verden, Stade 2001, ISBN 3-931879-09-7, S. 42–80.
- Schiffe und Schiffstransporte in der frühmittelalterlichen Grundherrschaft. In: Brigitte Kasten (Hrsg.): Tätigkeitsfelder und Erfahrungshorizonte des ländlichen Menschen in der frühmittelalterlichen Grundherrschaft (bis ca. 1000). Festschrift für Dieter Hägermann zum 65. Geburtstag (= Vierteljahrschrift für Sozial- und Wirtschaftsgeschichte. Beihefte. 184). Steiner, Stuttgart 2006, ISBN 3-515-08788-5, S. 249–266.
- Die Corveyer Weserfischerei bei Lüssum. Anmerkungen zu einem angeblichen Diplom Ludwigs des Frommen von 832. In: Bremisches Jahrbuch. Band 86, 2007, S. 15–52 (Digitalisat).
- Verehrung und Distanz – Bremens Andenken an Bürgermeister Johann Smidt. In: Bremisches Jahrbuch. Band 87, 2008, S. 9–21 (Digitalisat).
- Die Schatzkisten des Königs Heinrich von Navarra. Bremen im Kontext einer europäischen protestantischen Konföderation 1583. In: Bremisches Jahrbuch. Band 89, 2010, S. 52–92 (Digitalisat).